# Onze-Lieve-Vrouw van Vreugdekerk
De Onze-Lieve-Vrouw van Vreugdekerk is de parochiekerk van de Anderlechtse wijk Vogelenzang, gelegen aan Britse-Soldaatlaan 29.
De parochie vindt zijn wortels in het jaar 1967, toen een kleuterschool werd begonnen op grond van de Broeders van Scheppers, een congregatie die hier in 1901 bezit had verworven.
De wijk breidde zich snel uit en er ontstond behoefte aan een eigen kerk. Hiertoe vond een grondruil plaats waarbij ook de parochie van de Sint-Pieter-en-Sint-Guidokerk betrokken was. Er werd een kleine kerk voor 200 gelovigen gebouwd die in 1970 gereed kwam. De bedoeling was om later een veel grotere kerk te bouwen. Dit plan werd echter nimmer gerealiseerd.
Het is een kerk in L-vorm, eenvoudig van uitstraling, maar wel met een aantal kunstwerken. Het schilderij: De gekruisigde Christus wordt in de hemel binnengedragen werd geschonken door de deken. Er zijn moderne keramische werken, waaronder de merkwaardige Kruiswegstaties. Voorts houtsnijwerk, plastieken en dergelijke. Naast de kerk ligt een parkje, waarin zich een Lourdesgrot bevindt.
Boven de kerk bevinden zich enkele appartementen voor Franse zusters, afkomstig van Bretagne.